# Linus (opera)
Linus var en opera (tragédie lyrique) i fem akter med musik av Jean-Philippe Rameau och libretto av Charles-Antoine Leclerc de La Bruère.
Allt som återstår av Linus är librettot och två kopior av violinstämman (vilka finns i Bibliothèque nationale de France i Paris). Rameaus son Claude-François berättade att verket repeterades hemma hos markisinnan de Villeroy när hon plötsligt blev allvarligt sjuk. Under all uppståndelse försvann eller stals partituret och orkesterstämmorna. Tidpunkten torde vara runt 1752.